# Tolhuys Coornmolen
De Tolhuys Coornmolen is een ronde stenen korenmolen met een rietgedekte houten kap en staat in Lobith in de Nederlandse provincie Gelderland.
De molen werd in 1888 gebouwd ter vervanging van een afgebrande houten beltmolen. Op 18 juli 1930 vloog de huidige molen in brand, volgens de Gorinchemsche Courant door het warmlopen van een as. De brandweer bleek niet in staat hem te redden. De molen werd zodanig hersteld dat aandrijving met motorkracht mogelijk was, de windaandrijving werd niet hersteld. Derhalve heeft de molen er jarenlang als kale romp bij gestaan. Na 1960 raakte de molen buiten gebruik. Om het monument in te behouden en herstellen werd in 1987 de Stichting Vrienden van de Lobithse Molen opgericht die heeft bereikt dat de molen in 1995 van een nieuwe kap, wiekenkruis en gangwerk werd voorzien. Vanwege nieuwbouw rond de molen werd een deel van de molenbelt afgegraven en vervangen door een stelling, omdat de belt anders tot in de tuin van de naastgelegen woning zou reiken.
De roeden van de molen zijn in 2018 vervangen vanwege scheuren, waarschijnlijk ontstaan door de kleine askop. Ze zijn 26,40 meter lang en zijn voorzien van dubbelstraals fokwieken met zeilen en zeilrails. Tegelijkertijd is de bovenas vervangen omdat de askop van de oude te klein was voor de fokwieken. De as, model Straver, is in 2017 gegoten door de ijzergieterij Geraedts in Baarlo in Limburg. De fokspleet waar de roe begint is 9 cm en middenachter de roe 11 cm. De inrichting bestaat uit een koppel 17der kunststenen waarmee op vrijwillige basis veevoer wordt gemalen. 
De vang is een Vlaamse vang met haak, die bediend wordt met een vangtrommel.
De molen wordt gekruid met een kruirad, maar kan ook met een elektrische motor gekruid worden. Het kruiwerk is een Engels kruiwerk.
De lange spruit is van ijzer en ligt voor het bovenwiel.
Een vrijwillig molenaar stelt de molen wekelijks in bedrijf.

## Foto's

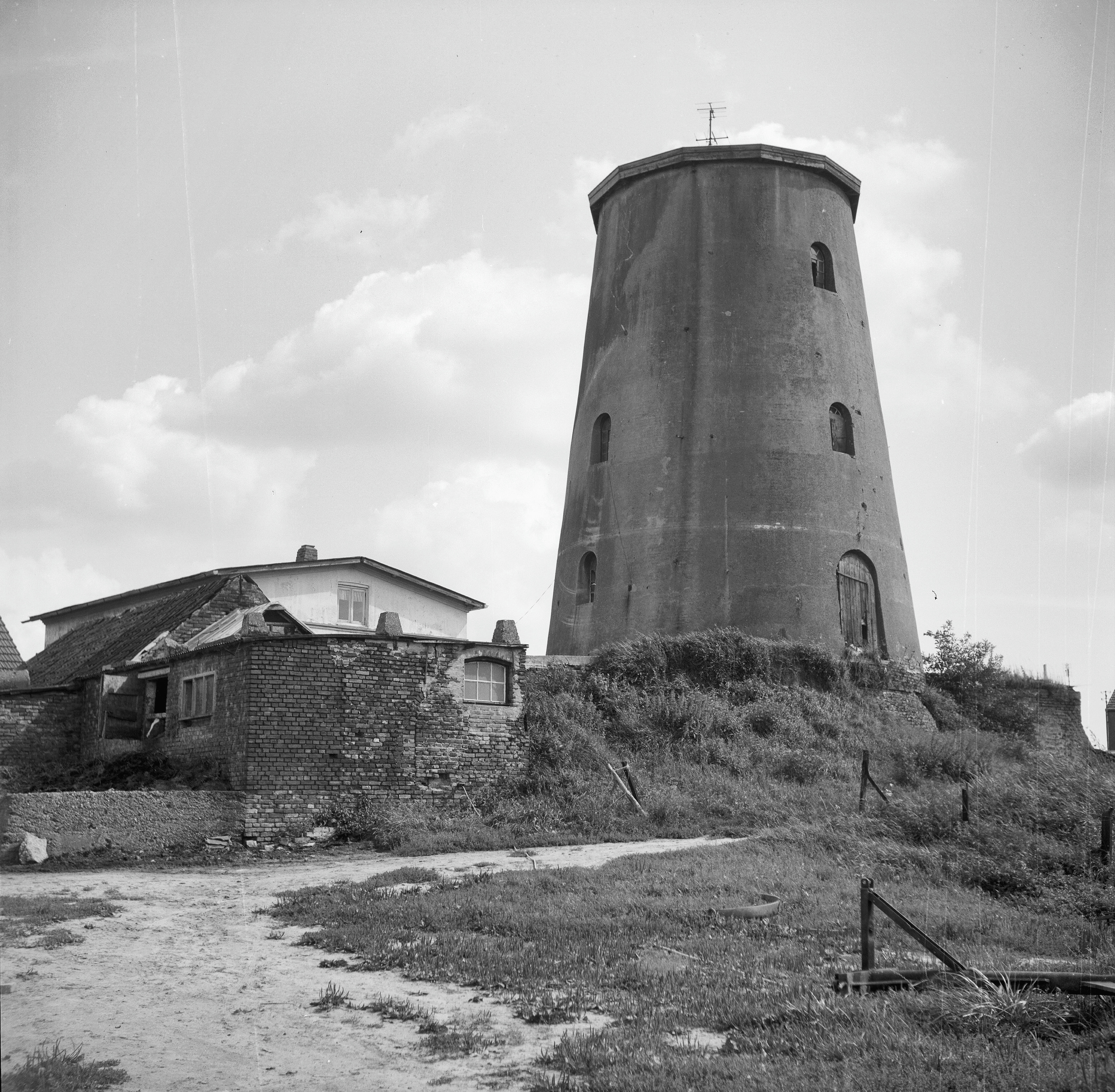
Molenromp (1971)
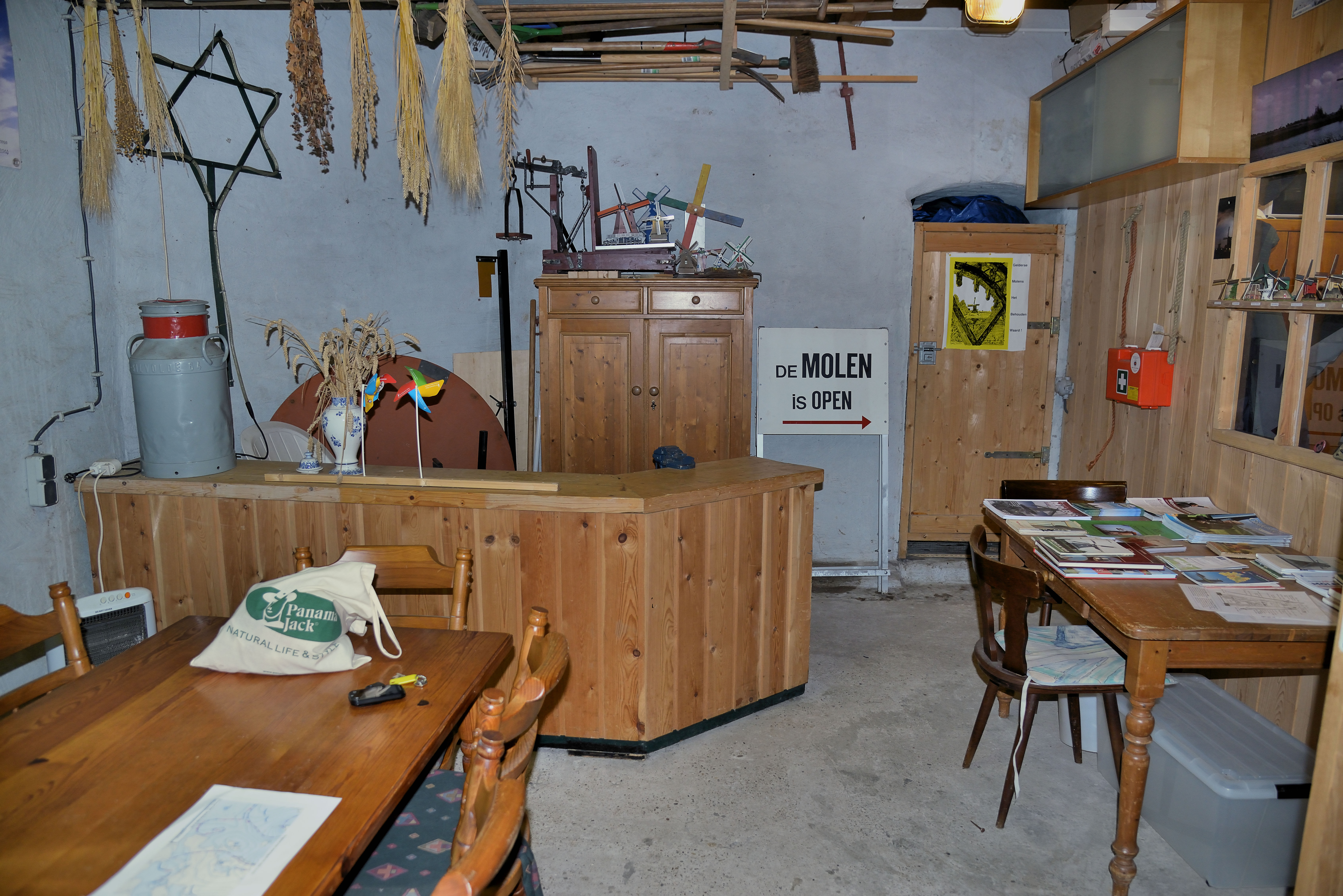
Begane grond
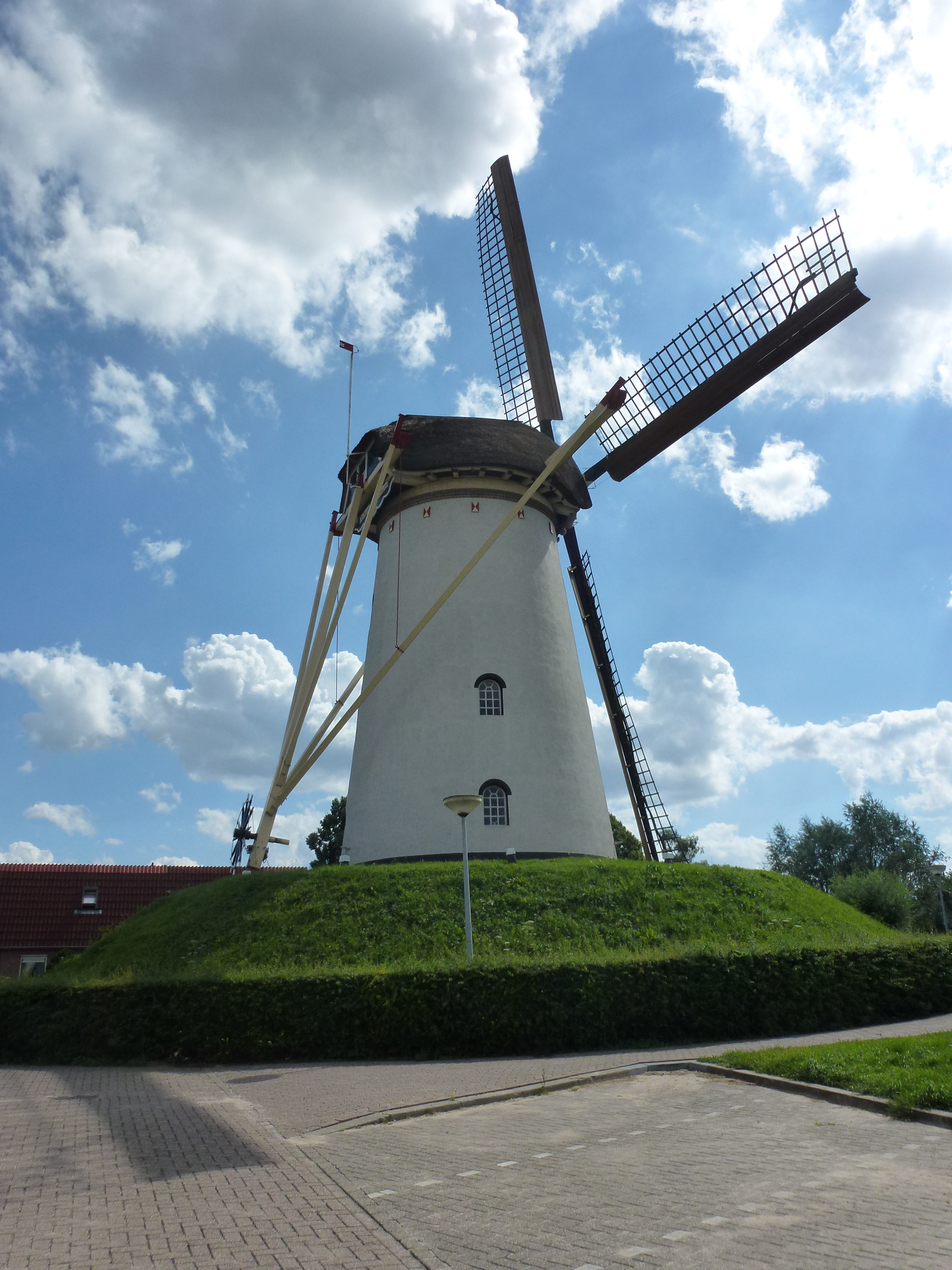
De molen (2013)
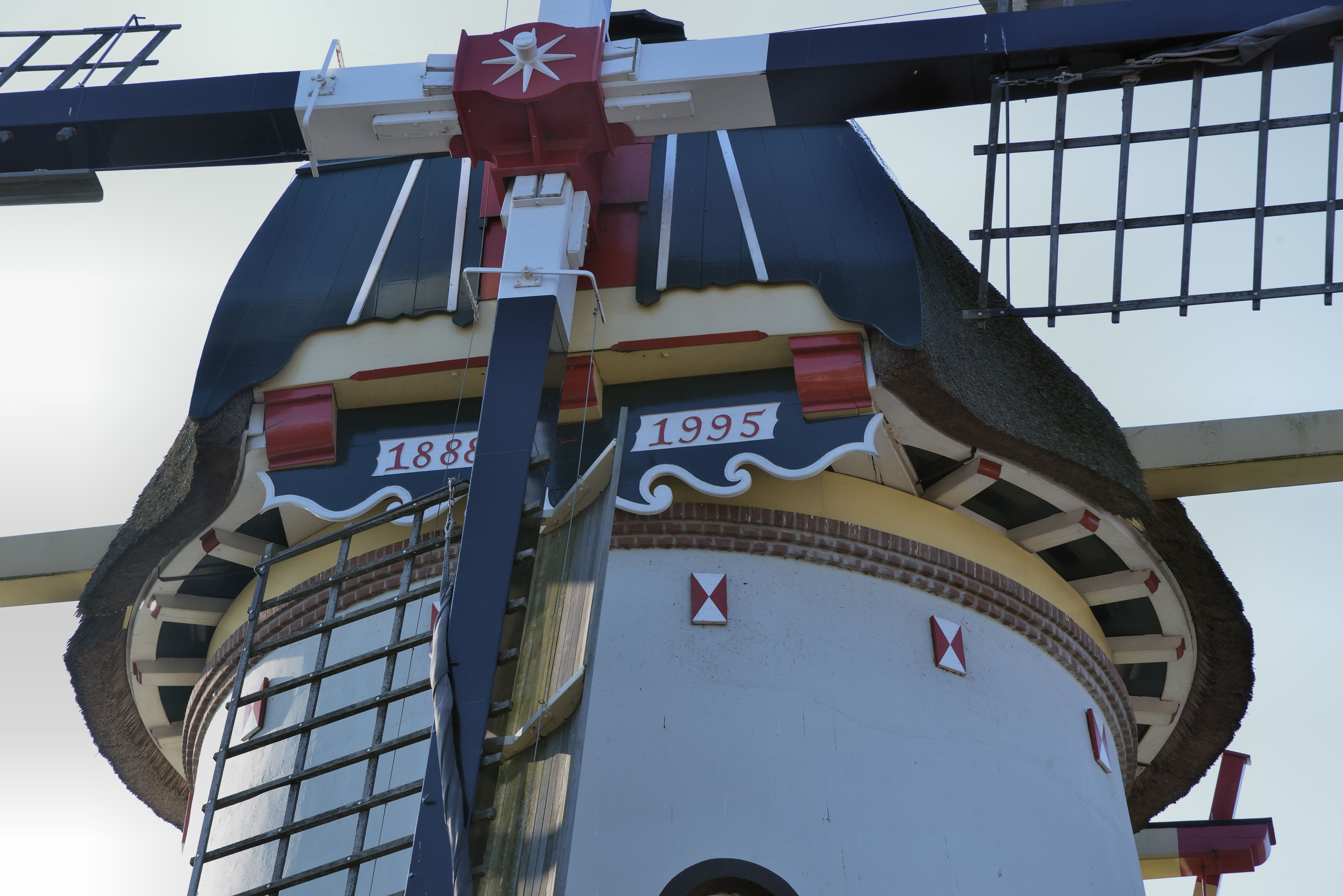
Baard
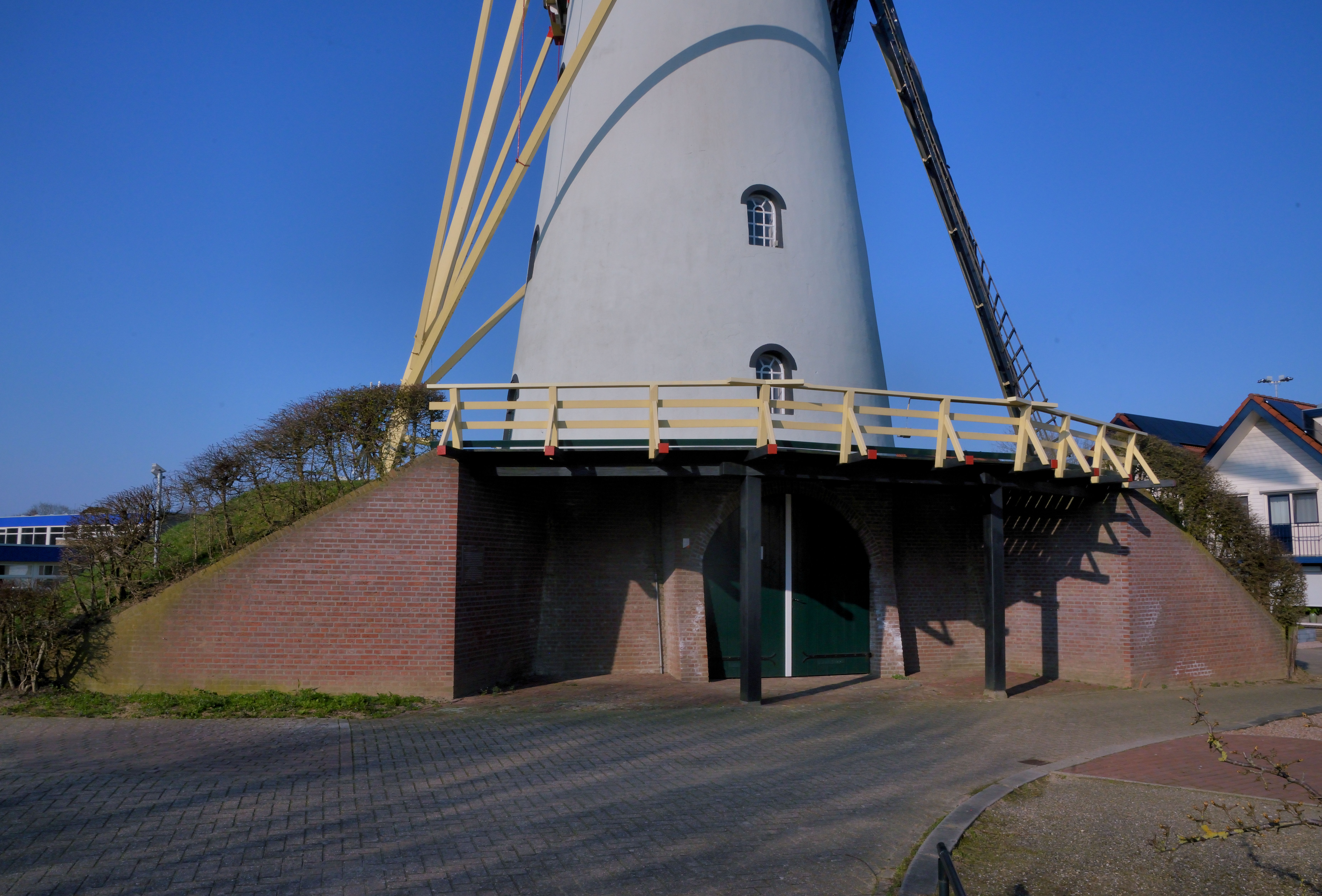
Stelling
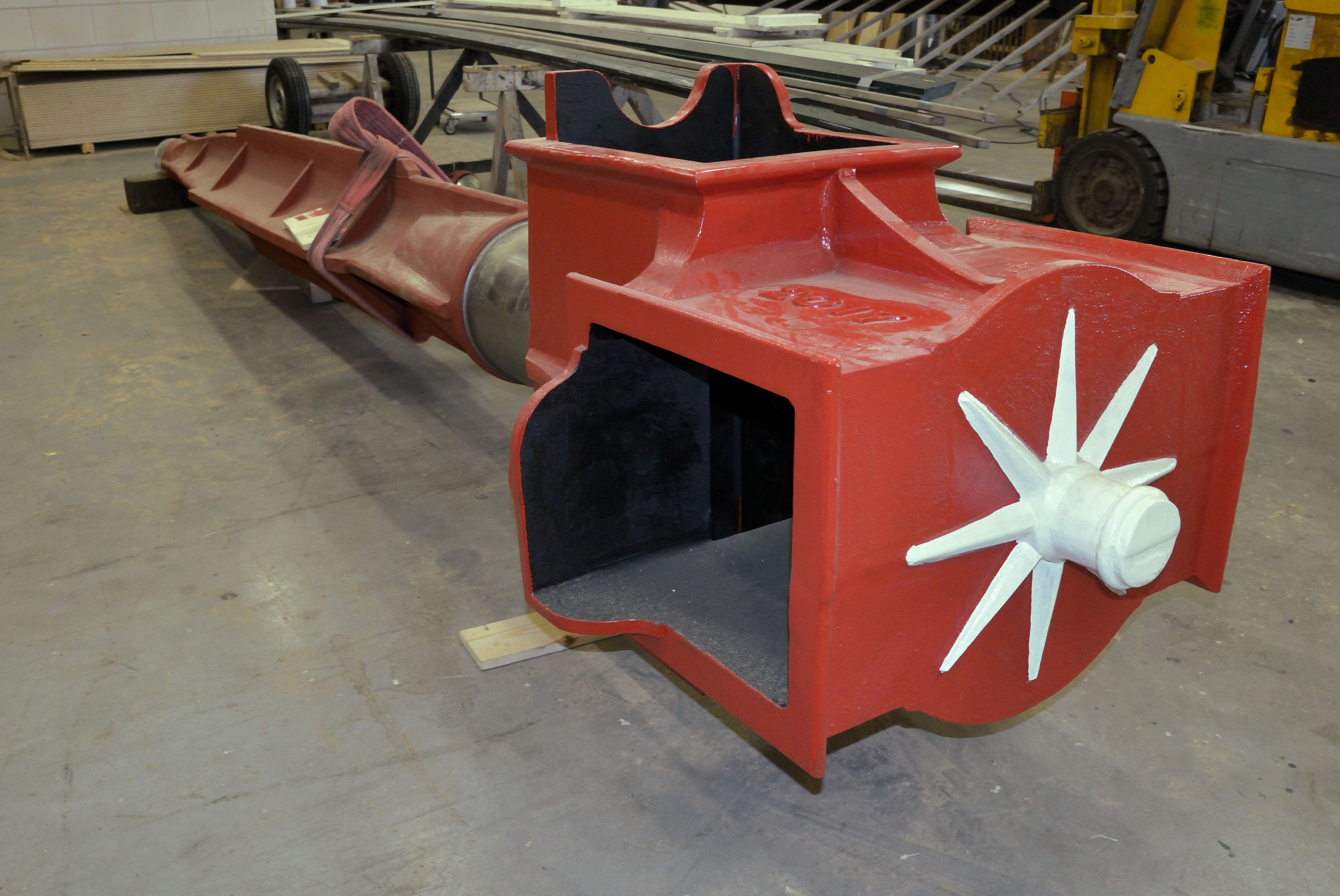
Nieuwe bovenas (2017)
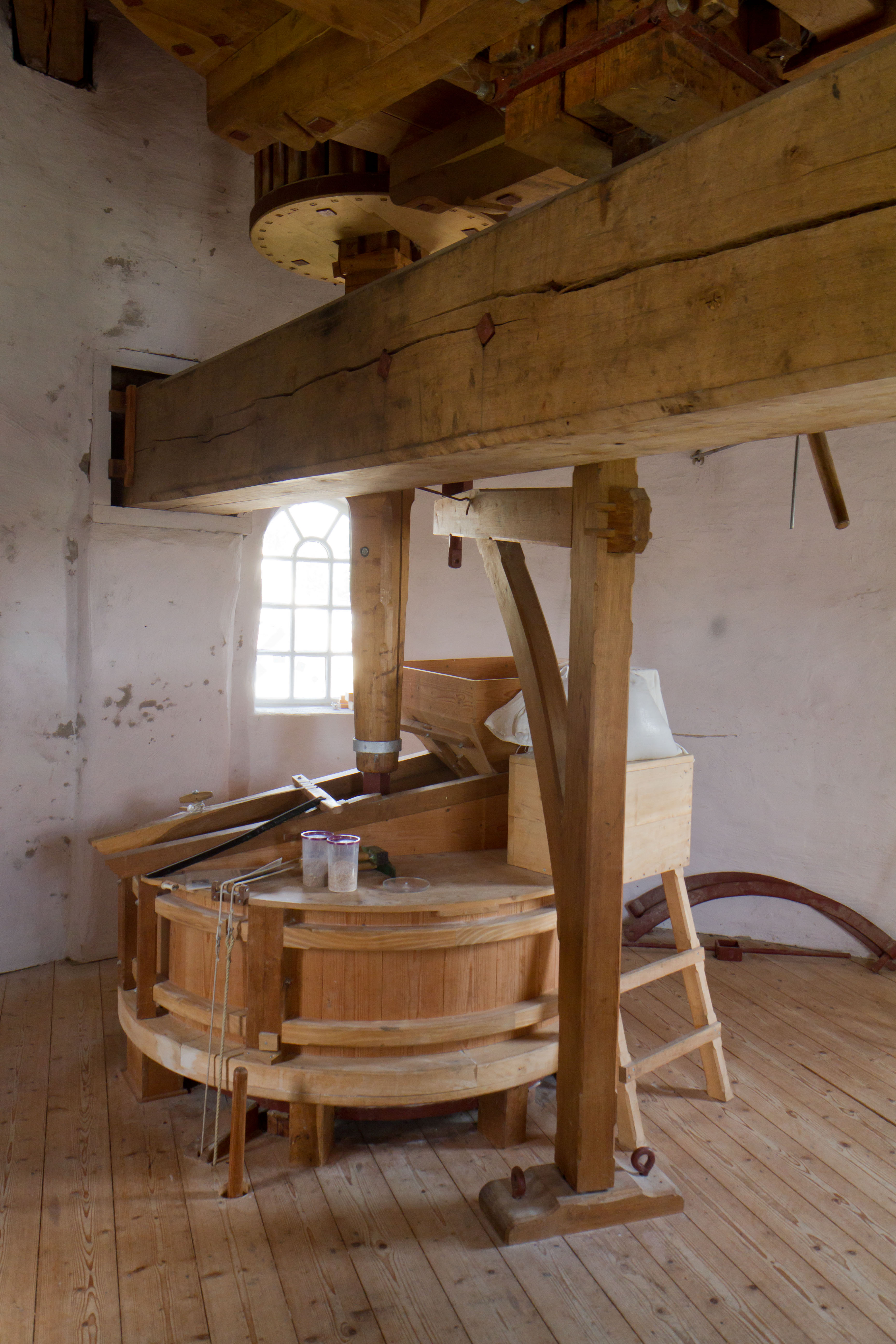
Steenzolder (2019)
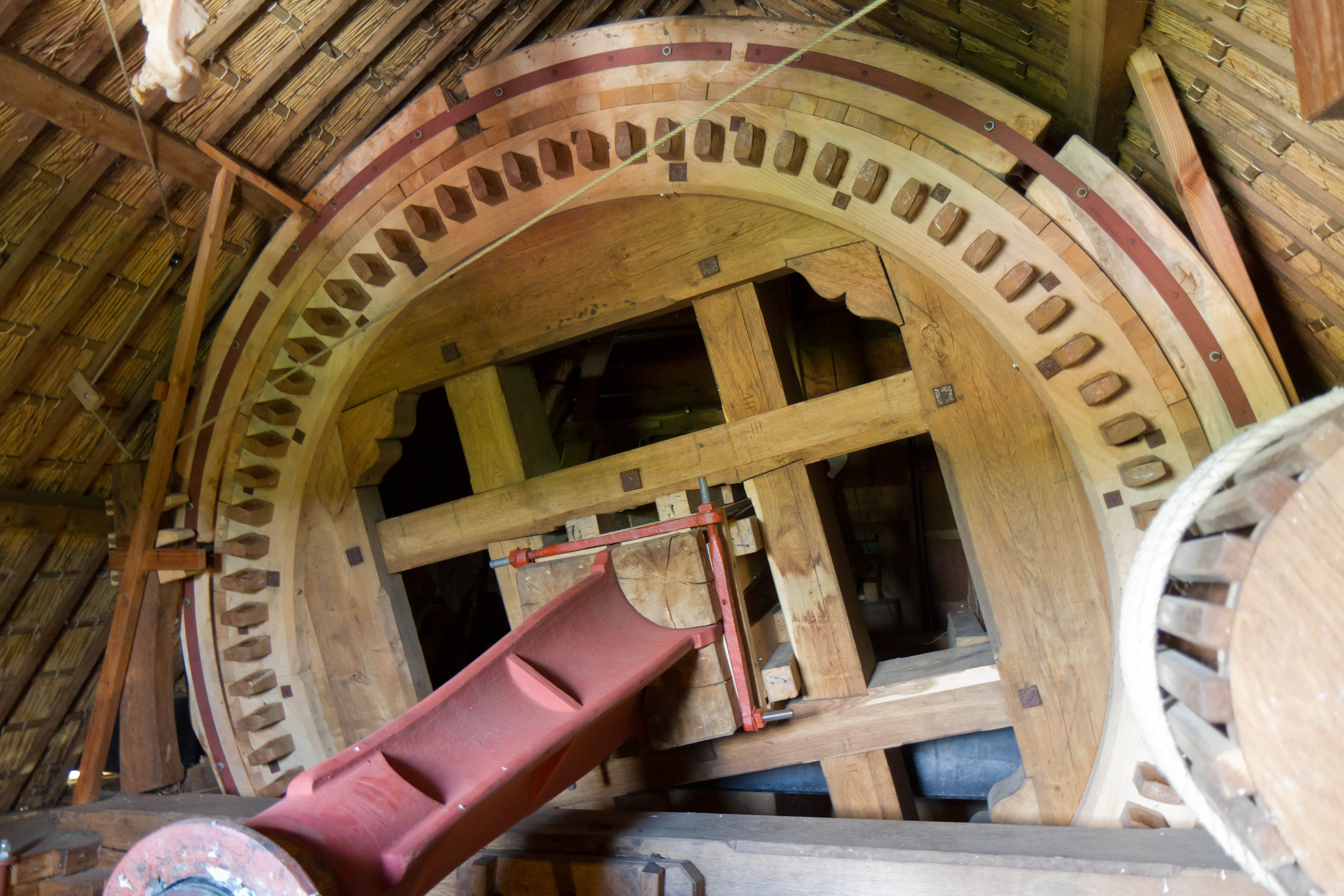
Bovenas met bovenwiel nog zonder loden verzwaring bij penzijde (2019)
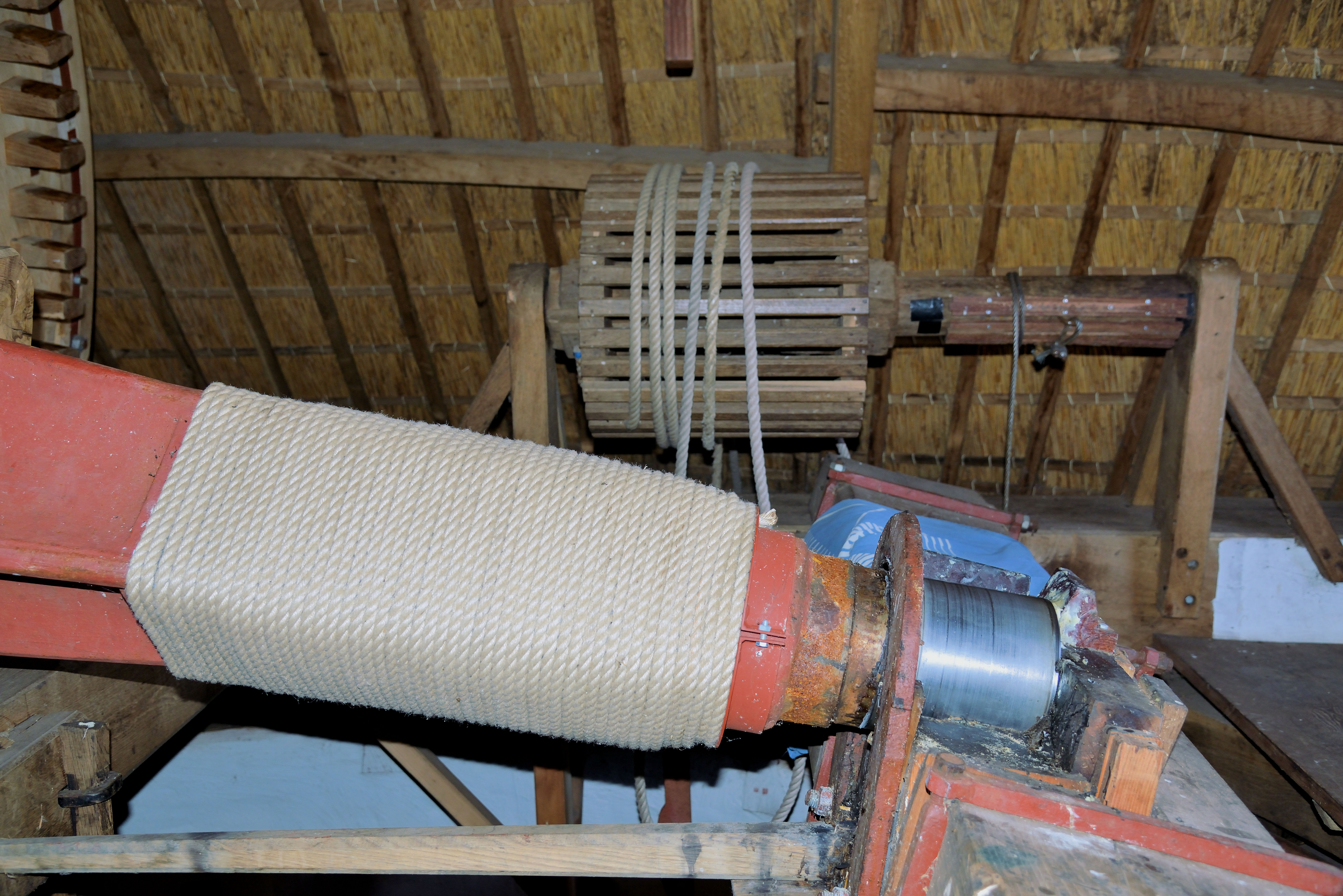
Verzwaarde bovenas en vangtrommel
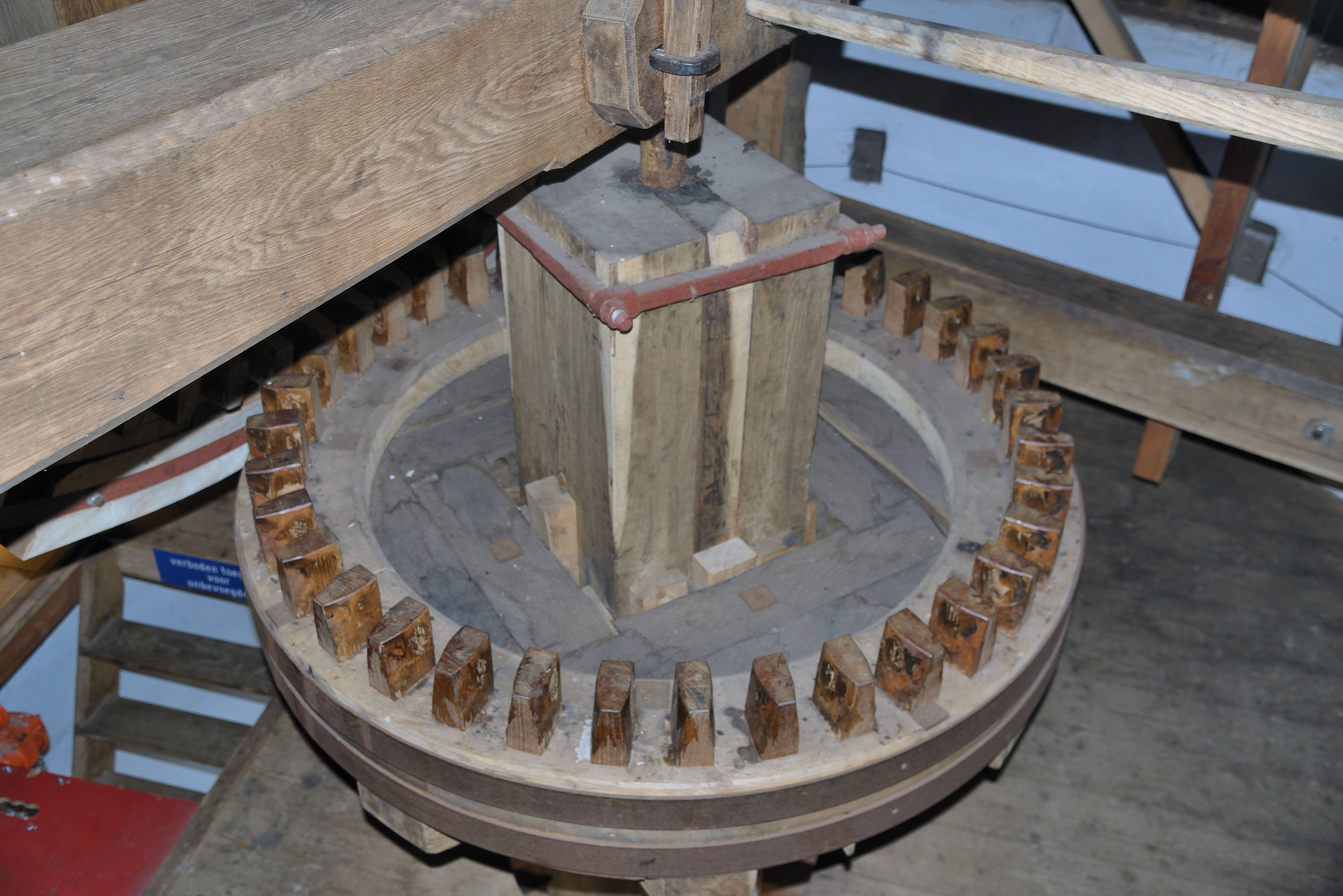
Bonkelaar
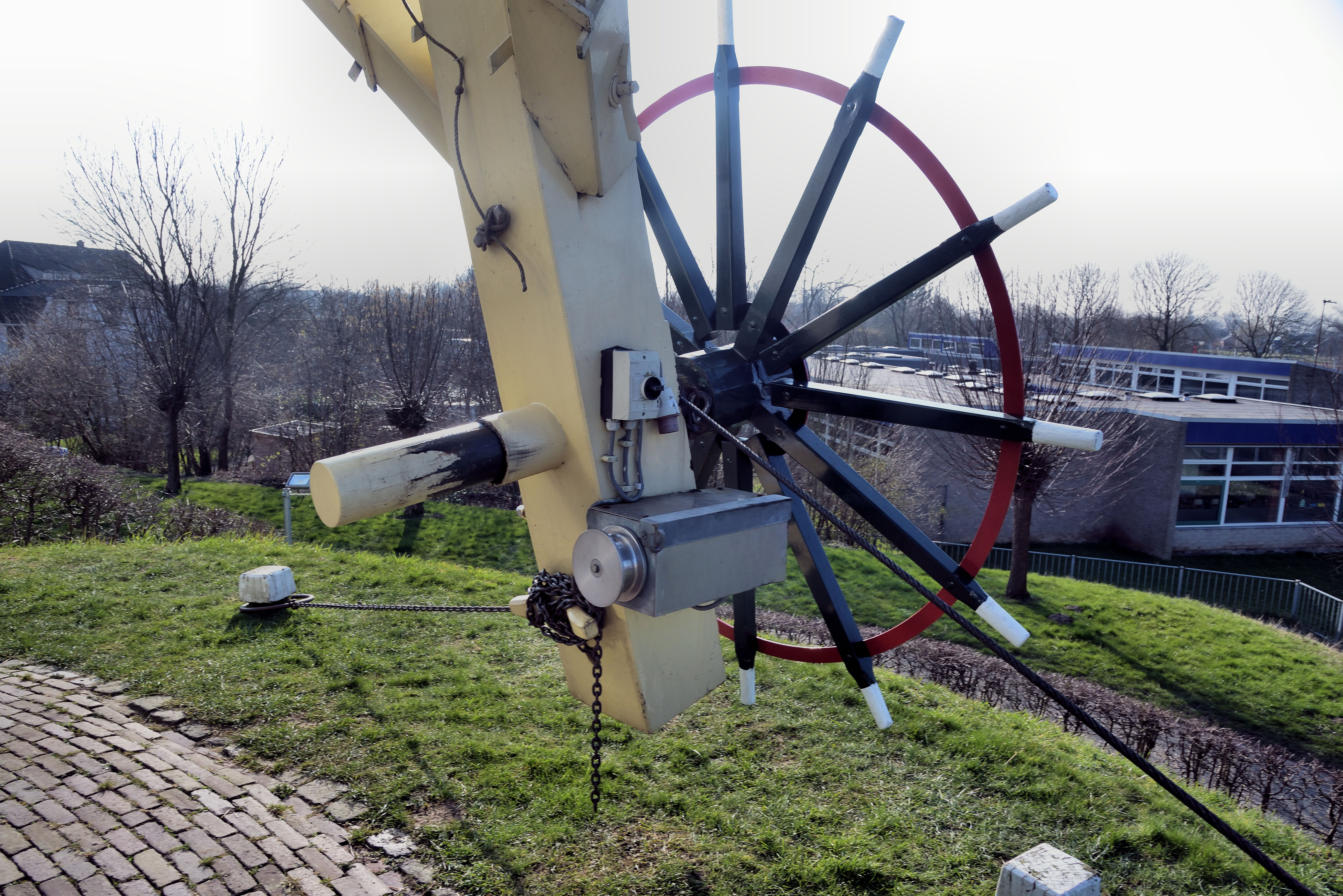
Kruiwiel en elektrische bediening
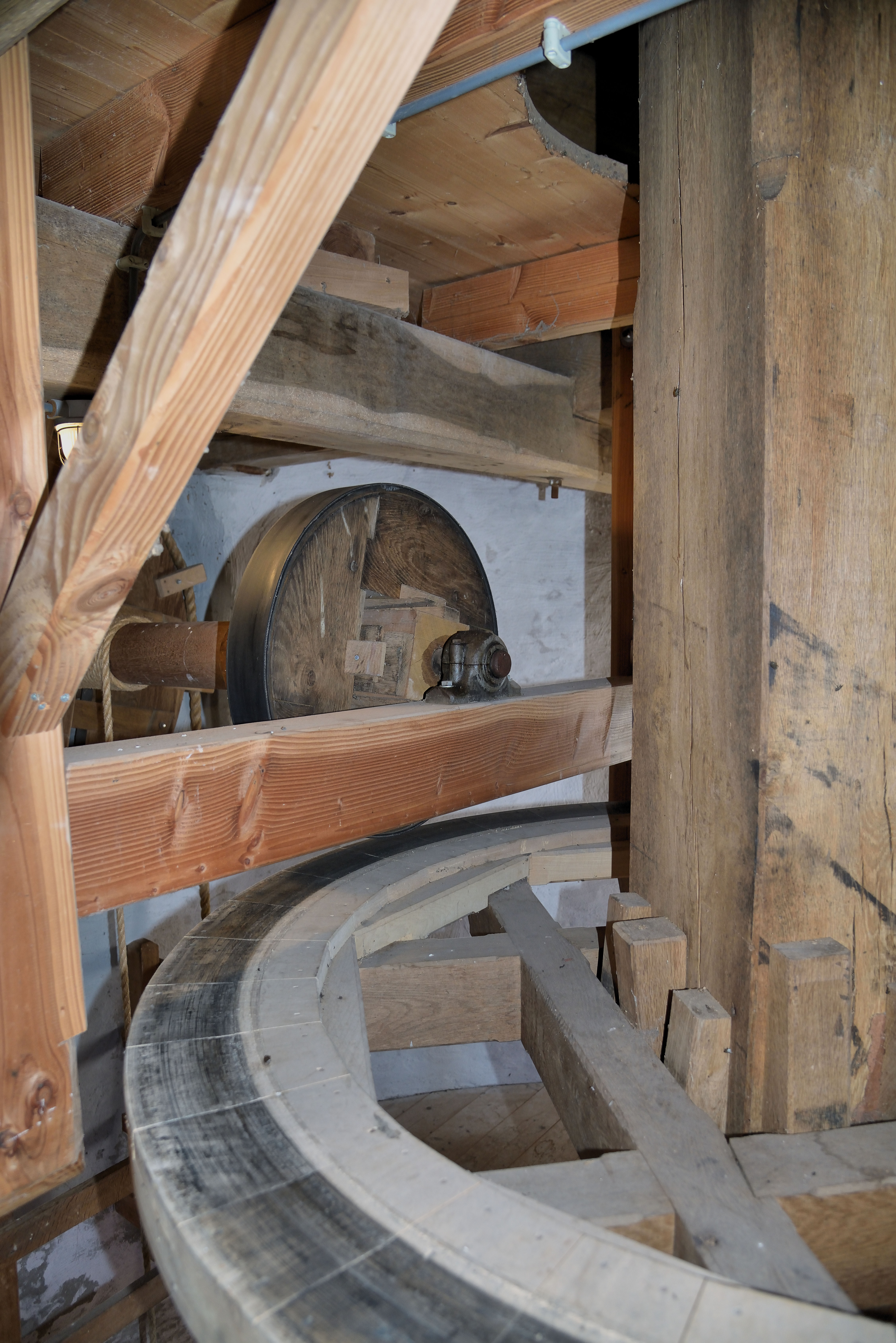
Luiwerk

## Trivia
De Gorinchemsche Courant van 23 juli 1930 vermeldt dat de brandweer trachtte de brand te blussen met een oude kleine handspuit die met emmers water van over een afstand van 300 meter moest worden gevoed. Toen duidelijk was dat dit weinig effect had heeft men het blussen gestaakt. Een brandweerman ontdekte dat de spuit honderd jaar oud was, waarop de aanwezige brandweerlieden de spuit begonnen te versieren. Op het moment dat men daarmee klaar was, stortte (het binnenwerk van) de molen in.